# Collegio uninominale Sicilia 1 - 01 (2017)
Il collegio elettorale uninominale Sicilia 1 - 01 è stato un collegio elettorale uninominale della Repubblica Italiana per l'elezione della Camera dei deputati tra il 2017 ed il 2022.

## Territorio
Come previsto dalla legge elettorale italiana del 2017, il collegio era stato definito tramite decreto legislativo all'interno della circoscrizione Sicilia 1.
Era formato da parte del territorio del comune di Palermo (quartieri Arenella-Vergine Maria, Boccadifalco, Borgo Nuovo, Cruillas-San Giovanni Apostolo, Montepellegrino, Pallavicino, Partanna-Mondello, Resuttana-San Lorenzo, Tommaso Natale-Sferracavallo) e dai comuni di Capaci, Isola delle Femmine, Torretta e Ustica nella città metropolitana di Palermo.
Il collegio era parte del collegio plurinominale Sicilia 1 - 01.

## Eletti
| Elezione | Elezione | Deputato   | Partito            |
| -------- | -------- | ---------- | ------------------ |
|          | 2018     | Aldo Penna | Movimento 5 Stelle |

## Dati elettorali

### XVIII legislatura
Come previsto dalla legge elettorale, 232 deputati erano eletti con sistema a maggioranza relativa in altrettanti collegi uninominali a turno unico.
| Candidati              | Candidati                | Voti    | %     | Liste                                | Voti    | %     |
| ---------------------- | ------------------------ | ------- | ----- | ------------------------------------ | ------- | ----- |
|                        | Aldo Penna ✔️ Eletto     | 54 389  | 48,16 | Movimento 5 Stelle                   | 54 389  | 48,16 |
|                        | Francesco Cascio         | 34 777  | 30,79 | Forza Italia                         | 24 817  | 21,97 |
| Lega                   | Francesco Cascio         | 34 777  | 30,79 | 5 301                                | 4,69    |       |
| Fratelli d'Italia      | Francesco Cascio         | 34 777  | 30,79 | 3 186                                | 2,82    |       |
| Noi con l'Italia - UDC | Francesco Cascio         | 34 777  | 30,79 | 1 473                                | 1,30    |       |
|                        | Leopoldo Piampiano       | 15 500  | 13,72 | Partito Democratico                  | 12 963  | 11,48 |
| +Europa                | Leopoldo Piampiano       | 15 500  | 13,72 | 2 041                                | 1,81    |       |
| Italia Europa Insieme  | Leopoldo Piampiano       | 15 500  | 13,72 | 305                                  | 0,27    |       |
| Civica Popolare        | Leopoldo Piampiano       | 15 500  | 13,72 | 191                                  | 0,17    |       |
|                        | Erasmo Palazzotto        | 4 855   | 4,30  | Liberi e Uguali                      | 4 855   | 4,30  |
|                        | Anna Maria Lucido        | 1 400   | 1,24  | Il Popolo della Famiglia             | 1 400   | 1,24  |
|                        | Maria Giovanna Battaglia | 934     | 0,83  | Potere al Popolo!                    | 934     | 0,83  |
|                        | Roberta Ambrosi          | 365     | 0,32  | Italia agli Italiani                 | 365     | 0,32  |
|                        | Claudia Sirchia          | 322     | 0,29  | CasaPound                            | 322     | 0,29  |
|                        | Alessandro Casula        | 242     | 0,21  | Partito Comunista                    | 242     | 0,21  |
|                        | Francesco Leone          | 156     | 0,14  | Lista del Popolo per la Costituzione | 156     | 0,14  |
| Totale                 | Totale                   | 112 940 | 100   |                                      | 112 940 | 100   |
|                        |                          |         |       |                                      |         |       |
| Voti non validi        | Voti non validi          | 3 572   | 3,07  |                                      |         |       |
| Votanti                | Votanti                  | 116 512 | 61,76 |                                      |         |       |
| Elettori               | Elettori                 | 188 665 |       |                                      |         |       |